# Opius acharaviensis
Opius acharaviensis är en stekelart som beskrevs av Fischer 1996. Opius acharaviensis ingår i släktet Opius och familjen bracksteklar. Inga underarter finns listade i Catalogue of Life.